# Měl

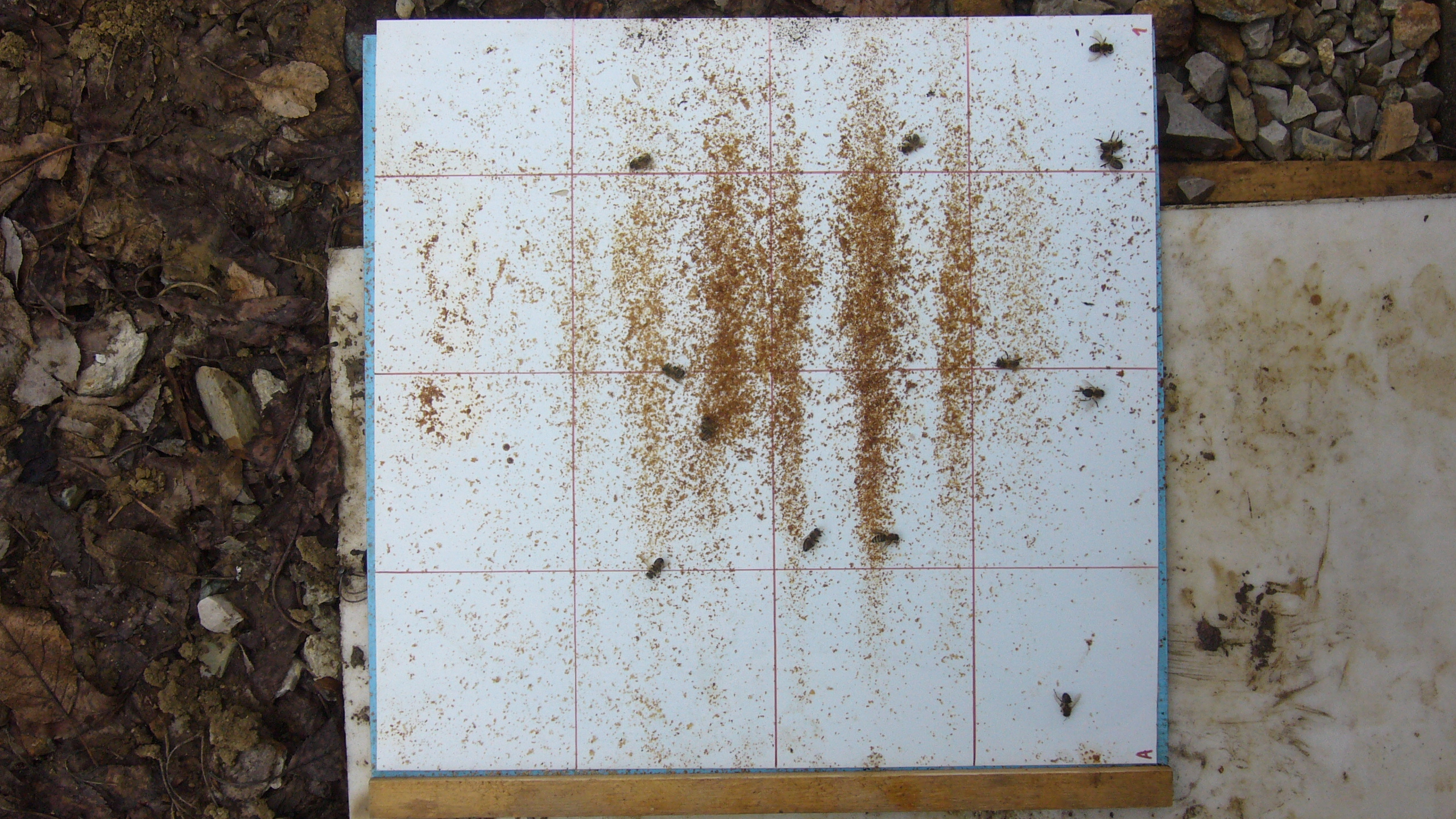
Úlová podložka se spadem zimní měli.

Měl je směsný odpad na dně úlu resp. pod obsazeným včelím dílem. Tvoří se činností včel při budování a ošetřování plástů. Obsahuje rozkousané zbytky voskových víček po otevírání zimních glycidových zásob a veškeré biologické zbytky z včelstva včetně mrtvých včel. 
V zimních měsících, kdy je včelstvo staženo do chomáče, spad měli vytváří na podložce úlu kontury obsazených plástových uliček. Jejich počet dává včelaři přibližnou představu o síle včelstva (viz obrázek).
Odběr zimní měli je důležitý úkon při ošetřování včelstva v zimě. Veškerá zimní měl smetená na konci ledna se posílá do laboratoře k vyšetření a stanovení míry napadení kleštíkem včelím. 